# Bent Helweg-Møller
Bent Helweg-Møller (8. juni 1883 i Odense – 9. februar 1956 i København) var en dansk arkitekt.

## Uddannelse
Han blev født i 1883 som søn af kasserer, senere sparekassedirektør Hans Jakob Møller og Anna Sophie født Helweg, tog præliminæreksamen, fik afgang fra Odense Tekniske Skole 1903 og blev murersvend samme år. Han blev optaget i Kunstakademiets almindelige forberedende klasse november 1904 og var elev seks semestre indtil 1908. Han tegnede hos forskellige arkitekter i studietiden, bl.a. 1906-10 hos Anton Rosen, som fik størst betydning for Helweg-Møller.

## Virke
Helweg-Møller blev fast arkitekt for Henry Hellssens foretagender: Berlingske Tidende og B.T.
Hans mange rejser gik til Tyskland og Paris 1907, Wien 1912 og 1921, Italien 1921, 1935, 1938, Paris 1922 og 1925, Tyskland og Holland 1930 samt Finland 1939.
Studietiden hos Rosen satte et tydeligt aftryk i Helweg-Møllers arkitektur, der er præget af en sans for detaljen og den gennemdesignede, forfinede helhed. Ligesom Rosen blev Helweg-Møller med sin dekorative indstilling en outsider i dansk arkitektur, og hans udgave af funktionalismen var præget af art deco-elementer og sofistikeret detajlering. Dermed blev Helweg-Møllers formsprog sjældent fuldstændig renset for pynt – modsat samtidige kolleger som Arne Jacobsen og Mogens Lassen. Helweg-Møller var, i tråd med sit dekorative talent, kunstnerisk medarbejer ved Den kongelige Porcelainsfabrik 1910-14.

## Hæder
Han modtog Theophilus Hansens Legat 1914, fik guldmedalje på verdensudstillingen i Paris 1925 (Den kgl. Porcelainsfabriks pavillon og kunstindustrielle arbejder), Eckersberg Medaillen 1929 (for ombygning af Heerings Gård). 1935 blev han Ridder af Dannebrog og var medlem af Akademiraadet 1933-43 og atter fra 1946.

## Ægteskaber
Helweg-Møller blev gift første gang 30. april 1909 i Odense med Elisabeth Petrea Rannow (navneskift fra Rasmussen 25. marts 1902), f. 12. august 1880 i Hunderup ved Odense, datter af sagfører Rasmus Rasmussen og Emma Elisabeth Hansine f. Jørgensen. Ægteskabet blev opløst 1931 og han giftede sig anden gang 6. november 1931 i Roskilde med Birthe Frisch Lemche (21. december 1898 i Lyngby – 25. november 1984 i København), datter af kredslæge Johan Heinrich Lemche og forfatteren Ellen Gyrithe Frisch (Gyrithe Lemche).
Han er begravet på Vestre Kirkegård.

## Udstillinger
- Landsudstillingen i Aarhus 1909
- Dänischer Ausstellung, Königliches Kunstgewerbemuseum, Berlin 1910
- Charlottenborg Forårsudstilling 1912, 1914-15, 1926, 1929, 1935, 1940, 1956 (posthum mindeudstilling)
- Dansk Utställning, Liljevalchs, Stockholm 1918
- Verdensudstillingen i Paris 1925
- Danish National Exhibition, Brooklyn Museum 1927
- Paris 1929
- Bolig-Byen. Boligudstillingen i Forum 1937 (udstillingsarkitekt Bent Helweg-Møller)

## Værker
- Vejby Kirke, vestportal indsat og tårnrum indrettet til forhal (1910)
- Holmehuset, Ved Gærdet 11, Tisvildeleje (1910)
- Udvidelse af Fyens Stifts Sparekasse, Odense (1910-11)
- Villa Vendle for professor Lorentz Lorentzen, Ved Gærdet 1, Tisvildeleje (1912, fredet 2015)
- Restaurering af Niels Brocks Gård, Strandgade 36, Christianshavn (1915-17, præmieret 1919)
- Beboelsesejendom, Klaregade 19, Odense (1916)
- Hellesens Fabrikker, Hammershusgade, København (1918, delvis nedrevet)
- Høveltegård (1919)
- Danmarks pavillon på verdensudstillingen i Rio de Janeiro (1922, præmie i konkurrence 1922)
- Heerings pavillon i Tivoli (1922 - nedrevet 1997)
- Salgslokale med vitriner mm. for Den kongelige Porcelainsfabrik, Amagertorv 6, København (1922, snedkerhåndværk af enten Severin & Andreas Jensen eller Hjalmar Kristensen, nedtaget og solgt 2007)[3]
- Ombygning af Det Petersenske Jomfrukloster, Amagertorv 29, København med klostergang til Læderstræde (1922, præmieret 1923)
- Villa, Holmevej 10, Holte (1923)
- Ombygning af Metropol/B.T. Central, Rådhuspladsen 55 (1924 og 1929)[4]
- Villa, Einar Holbølls Vej, Charlottenlund (1925)
- Den kongelige Porcelainsfabriks pavillon på Verdensudstillingen i Paris (1925)
- Ombygning af Heerings Gård, Overgaden neden Vandet 11, Christianshavn (1923-27, præmieret 1929)
- Villa, Rosavej 4, Ordrup (1927-28, senere ombygget)
- Administrationsbygning for General Motors, Aldersrogade 20, København (1927)
- Berlingske Tidendes Hus, Pilestræde 32-34 (1928-30, ingeniører Nøkkentved & Friis Jespersen, præmieret 1931, ombygget 1990-91 og 2007-09)
- Kommunal beboelsesejendom, hjørnet Torvegade/Overgaden neden Vandet, Christianshavn (1931-32)
- Forretningsbygning for A.C. Bang, Østergade 27, København (1932-34, ombygget 1990)
- Ombygning af Magasin du Nord med ny salgshal og torveplads mod Lille Kongensgade, København (1932, sammen med Emanuel Monberg, nedrevet og erstattet af Erik Møllers nybygning)
- Bygning for Forsikringsselskabet Nye Danske i Aalborg (1934)
- Svaneapoteket, Østergade 18, København (1934, ingeniører Nøkkentved & Friis Jespersen, apotek nedlagt 1994, fredet 1995)
- Forretningsejendom for Parfumerie Breining, Østergade/Amagertorv/Store Kirkestræde (urealiseret projekt, 1935)
- Hansabygningen, Vesterbrogade 10, København (1935)
- A.B. Gillblads Varuhus i Göteborg (1935)
- I-G-Varehuset, Vestergade 18, Odense (1936, senere ombygget)
- Villakvarter på Blangstedgårds jorder ved Hunderupvej, Odense (1930'erne)
- Boligkarré for AAB, hjørnet Blegdamsvej/Irmingergade, København (1935-37, præmieret 1938, vinduer og altaner ændret)
- Villa, Solbakkevej 23, Gentofte (1940)
- Filial af Danmarks Nationalbank i Aalborg (1940-43)
- Ombygning og udvidelse af Odense Rådhus (1939-55, 1. præmie i konkurrence 1938)
- Regulering af rådhusets omgivelser med Eventyrhaven ved Odense Å (1942-43, sammen med C.Th. Sørensen og Poul Wad)
- Mosegårdsskolen, Stolpehøj 150, Vangede (1947-50) - I 1989 blev ombygget til plejeboliger "Nymosehave" m.m.
- A/S Lastic fabrikken, Lersø Parkallé 108, København (1956, sammen med Børge Rammeskow)
- Indretning af lokaler for Nye Danske i ejendommen Stormgade 2-4, København og Dansk Kautionsforsikring, Gammeltorv 14
- Endvidere butikker, udstillinger, talrige villaer, møbler og dekorative værker

### Konkurrenceprojekter
- Kunstindustrimuseet (præmieret 1921)
- Det danske Studenterhus i Cité internationale universitaire de Paris (1929)
- Frederiksberg Rådhus (1936)